# Croazia ai Giochi della XXVIII Olimpiade
La Croazia partecipò ai Giochi della XXVIII Olimpiade, svoltisi ad Atene, Grecia, dal 13 al 29 agosto 2004, con una delegazione di 81 atleti impegnati in quattordici discipline.

## Medaglie
| Medaglia | Atleta | Sport     | Evento          |
| -------- | --- | --------- | --------------- |
| Oro      | Ivano Balić Davor Dominiković Mirza Džomba Slavko Goluža Nikša Kaleb Blaženko Lacković Venio Losert Valter Matošević Petar Metličić Vlado Šola Denis Špoljarić Goran Šprem Igor Vori Drago Vuković | Pallamano | Torneo maschile |

## Risultati

### Pallanuoto
- Uomini

| Atleta | Classifica |                    |
| --- | --- | ------------------ |
| V · D · M Nazionale maschile croata di pallanuoto · Giochi olimpici - Atene 2004 1 Vićan · 2 Burić · 3 Vranješ · 4 Šimenc · 5 Volarević · 6 Štritof · 7 Smodlaka · 8 Premuš · 9 Franković · 10 Barać · 11 Hinić · 12 Fatović · 13 Kobešćak · CT : Zoran Roje | 10° |                    |
| Nazionale maschile croata di pallanuoto · Giochi olimpici - Atene 2004 | |                    |
| 1 Vićan · 2 Burić · 3 Vranješ · 4 Šimenc · 5 Volarević · 6 Štritof · 7 Smodlaka · 8 Premuš · 9 Franković · 10 Barać · 11 Hinić · 12 Fatović · 13 Kobešćak · CT: Zoran Roje                                                                                   | 1 Vićan · 2 Burić · 3 Vranješ · 4 Šimenc · 5 Volarević · 6 Štritof · 7 Smodlaka · 8 Premuš · 9 Franković · 10 Barać · 11 Hinić · 12 Fatović · 13 Kobešćak · CT: Zoran Roje | Croazia (bandiera) |